# Tour de l'Avenir 2008
Le Tour de l'Avenir 2008 est une compétition cycliste sur route ouverte aux coureurs de moins de 23 ans, qui s'est déroulée du 5 au 14 septembre 2008. La course comporte 9 étapes entre Chalette-sur-Loing et Mirepoix. L'épreuve est la dernière manche de l'UCI Coupe des Nations U23 2008.
19 équipes de 6 coureurs ont pris le départ à Chalette-sur-Loing pour 1 386 km.

## Étapes
| Étape    | Date     | Ville Départ               | Ville Arrivée              | km       | Vainqueur             | Maillot Jaune   |
| -------- | -------- | -------------------------- | -------------------------- | -------- | --------------------- | --------------- |
| Prologue | 5 sept.  | Chalette-sur-Loing         | Chalette-sur-Loing         | 7,5      | Andrey Amador         | Andrey Amador   |
| Étape 1  | 6 sept.  | Chalette-sur-Loing         | Avallon                    | 131      | Dmytro Kosyakov       | Dmytro Kosyakov |
| Étape 2  | 7 sept.  | Vézelay                    | Commentry                  | 195      | Coen Vermeltfoort     | Dmytro Kosyakov |
| Étape 3  | 8 sept.  | Néris-les-Bains            | Saint-Symphorien-sur-Coise | 207      | Domenik Klemme        | Ben Hermans     |
| Étape 4  | 9 sept.  | Saint-Symphorien-sur-Coise | Saint-Flour                | 181      | Ricardo van der Velde | Peter Stetina   |
| Étape 5  | 10 sept. | Saint-Flour                | Carmaux                    | 212      | Jan Bakelants         | Jan Bakelants   |
| Étape 6  | 11 sept. | Blaye-les-Mines            | Blaye-les-Mines            | 21 (clm) | Rein Taaramäe         | Jan Bakelants   |
| Étape 7  | 12 sept. | Saint-Juéry                | Revel                      | 135      | Domenik Klemme        | Jan Bakelants   |
| Étape 8  | 13 sept. | Revel                      | Guzet                      | 150      | Arnold Jeannesson     | Jan Bakelants   |
| Etape 9  | 14 sept. | Seix                       | Mirepoix                   | 144      | Tejay van Garderen    | Jan Bakelants   |

## Classement final
|     | Cycliste           |    | Temps            |
| --- | ------------------ | -- | ---------------- |
| 1.  | Jan Bakelants      | en | 36 h 44 min 59 s |
| 2.  | Rui Costa          | +  | 36 s             |
| 3.  | Arnold Jeannesson  |    | 42 s             |
| 4.  | Jérôme Coppel      |    | 1 min 36 s       |
| 5.  | Andrey Amador      |    | 1 min 57 s       |
| 6.  | Marcel Wyss        |    | 2 min 06 s       |
| 7.  | Jarlinson Pantano  |    | 2 min 25 s       |
| 8.  | Tejay van Garderen |    | 3 min 13 s       |
| 9.  | Damiano Caruso     |    | 3 min 59 s       |
| 10. | Peter Stetina      |    | 4 min 22 s       |

## Classements annexes
| Classement par points     | Maciej Paterski   |
| Grand Prix de la Montagne | Arnold Jeannesson |
| Meilleure équipe          | France A          |